# Savica-Wasserfall

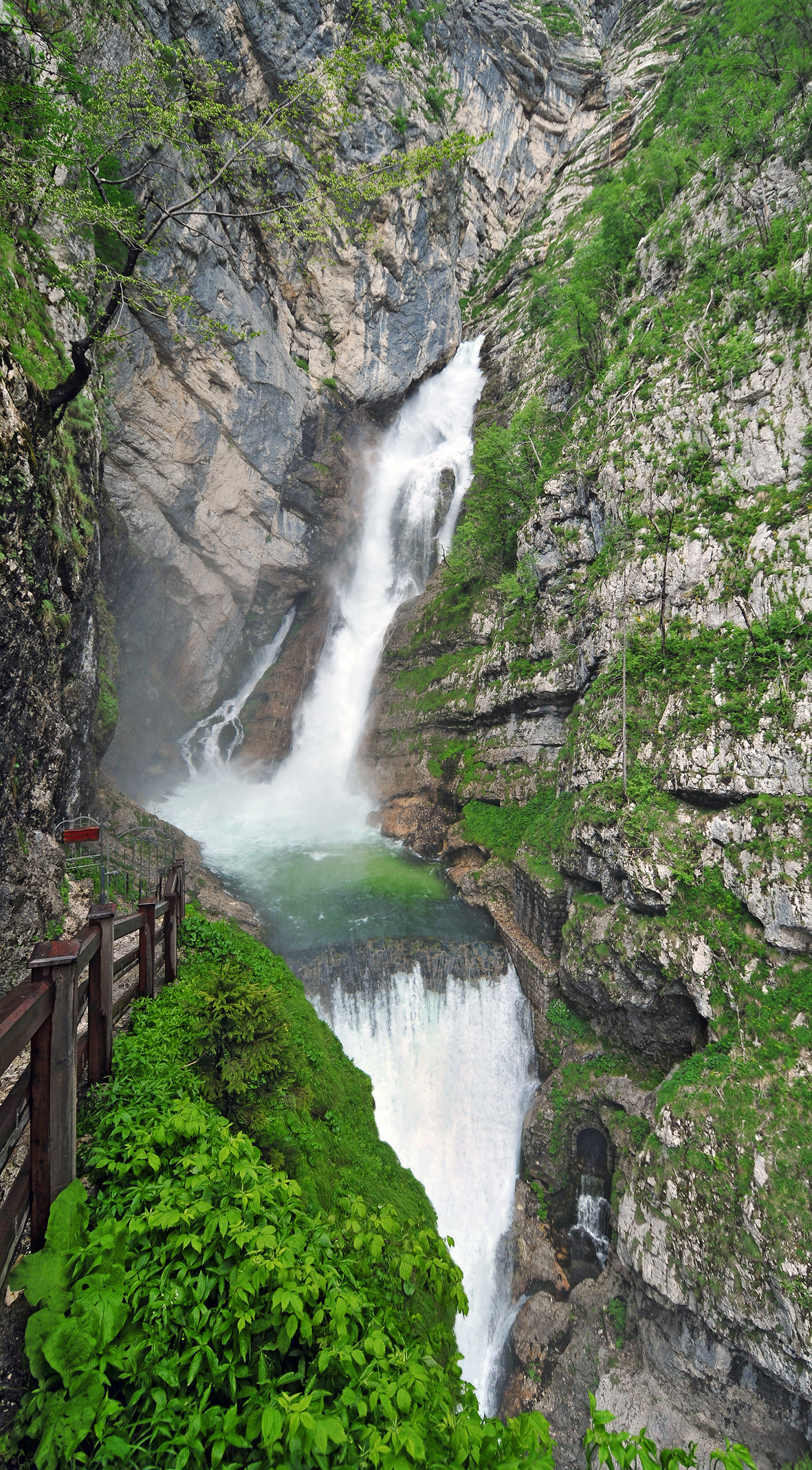
Slap Savica

Der Savica-Wasserfall [ˈsavit͡sa] (slowenisch: Slap Savica) liegt oberhalb des Tales von Bohinj im Triglav-Nationalpark in Slowenien. Der Wasserfall fließt 38 Meter über Felsen in einem Winkel von 50 Grad abwärts und fällt dann im Flusstal der Velika Savica 51 Meter hinab in den ersten Stausee des Ukanc Kraftwerkes und über die Staumauer hinweg hinunter in den zweiten. Ein zweiter Wasserfall stürzt 25 Meter in den Stausee hinab. 
Die Velika Savica vereint sich mit dem zweiten Quellfluss Mala Savica zur Savica („kleine Save“), die in den Bohinjsee (Wocheiner See) mündet. Der Seeabfluss wird Sava Bohinjka (Wocheiner Save) genannt und vereinigt sich bei Radovljica mit der Sava Dolinka (Wurzener Save) zur Save. 
Die Savica wurde im Gedicht „Krst pri Savici“ (dt. „Die Taufe an der Savica“) des slowenischen Nationaldichters France Prešeren (1800–1849) verewigt.
Erzherzog Johann von Österreich besichtigte den Savica-Wasserfall im Jahr 1807. Ein Denkmal erinnert an seinen Besuch.

## Galerie

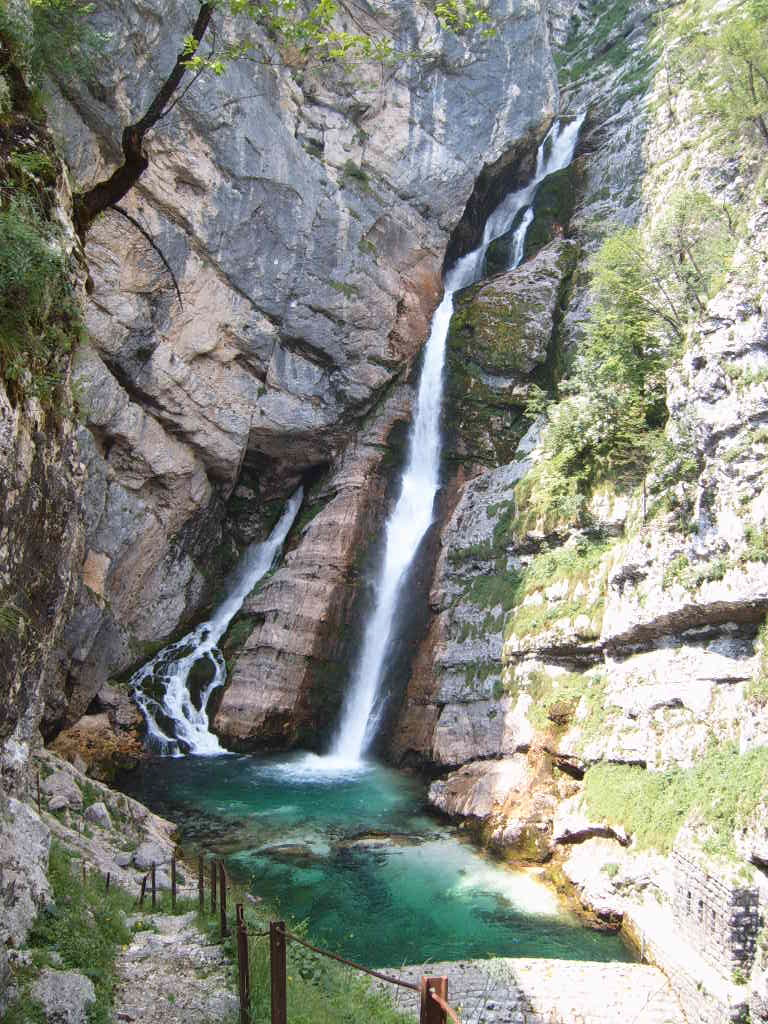
Blick aus dem Aussichtspavillon auf den Wasserfall Slap Savica
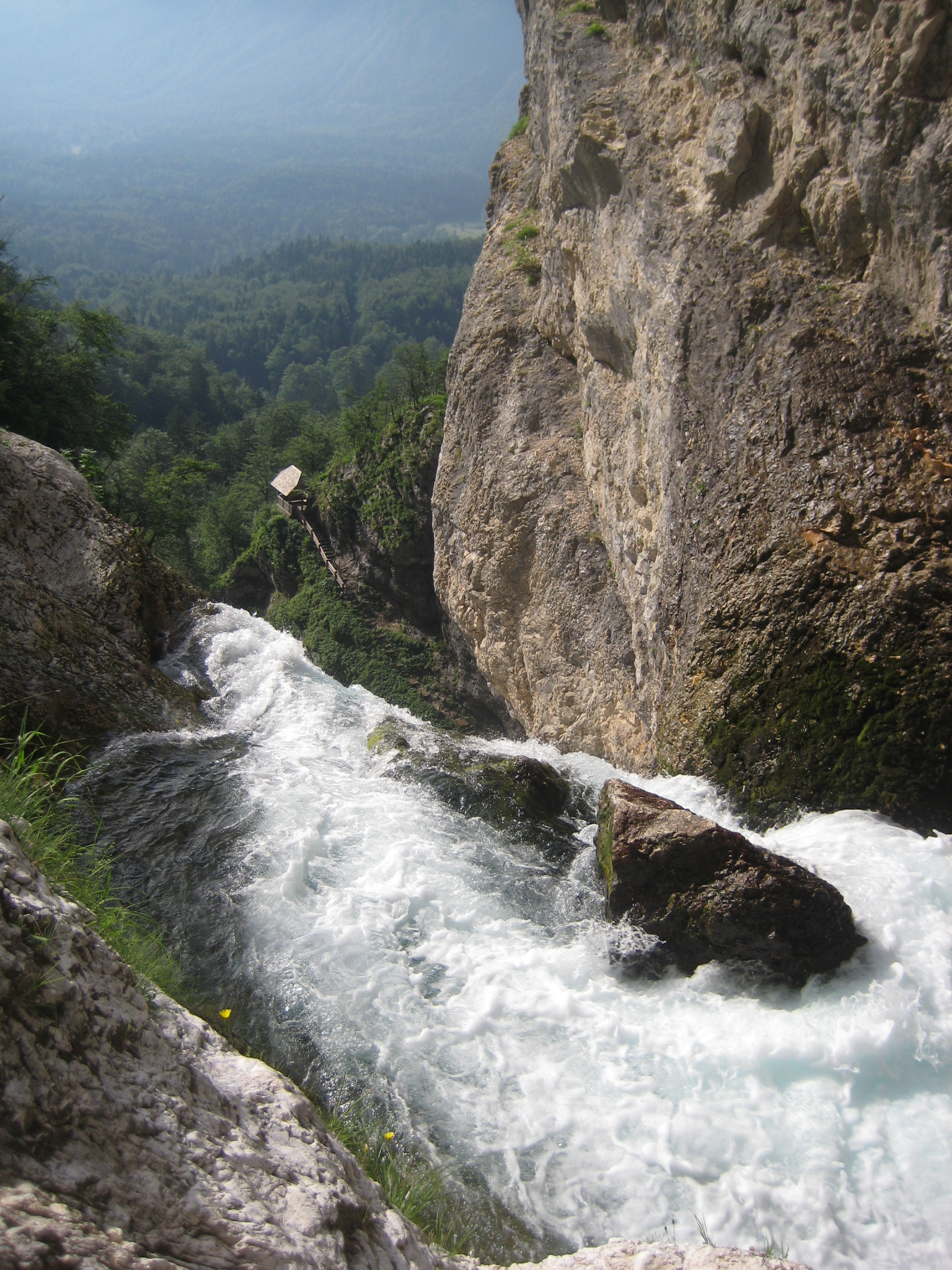
Blick von oben auf den Wasserfall
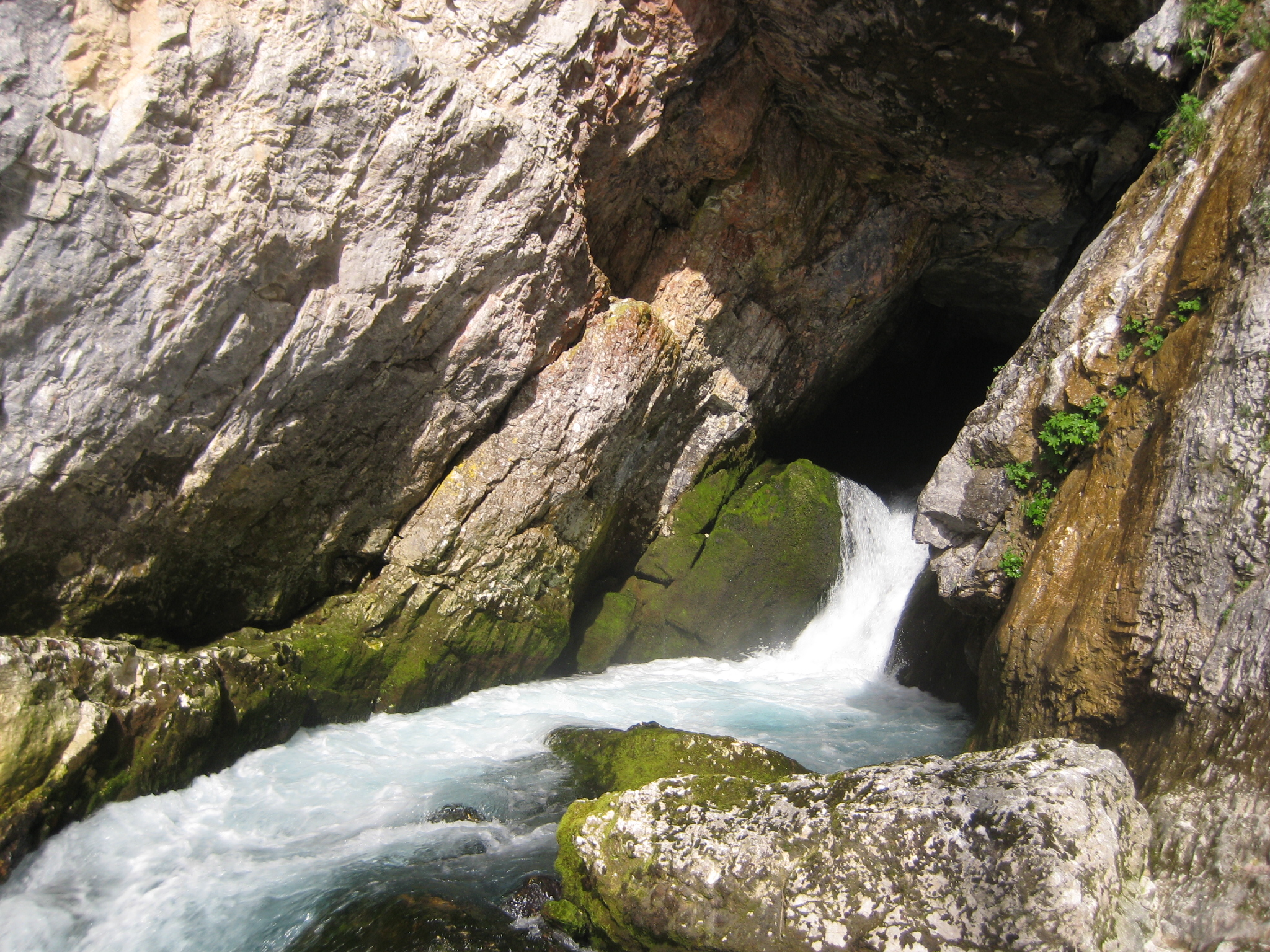
Austritt des Wasserfalles aus der Kalksteinhöhle
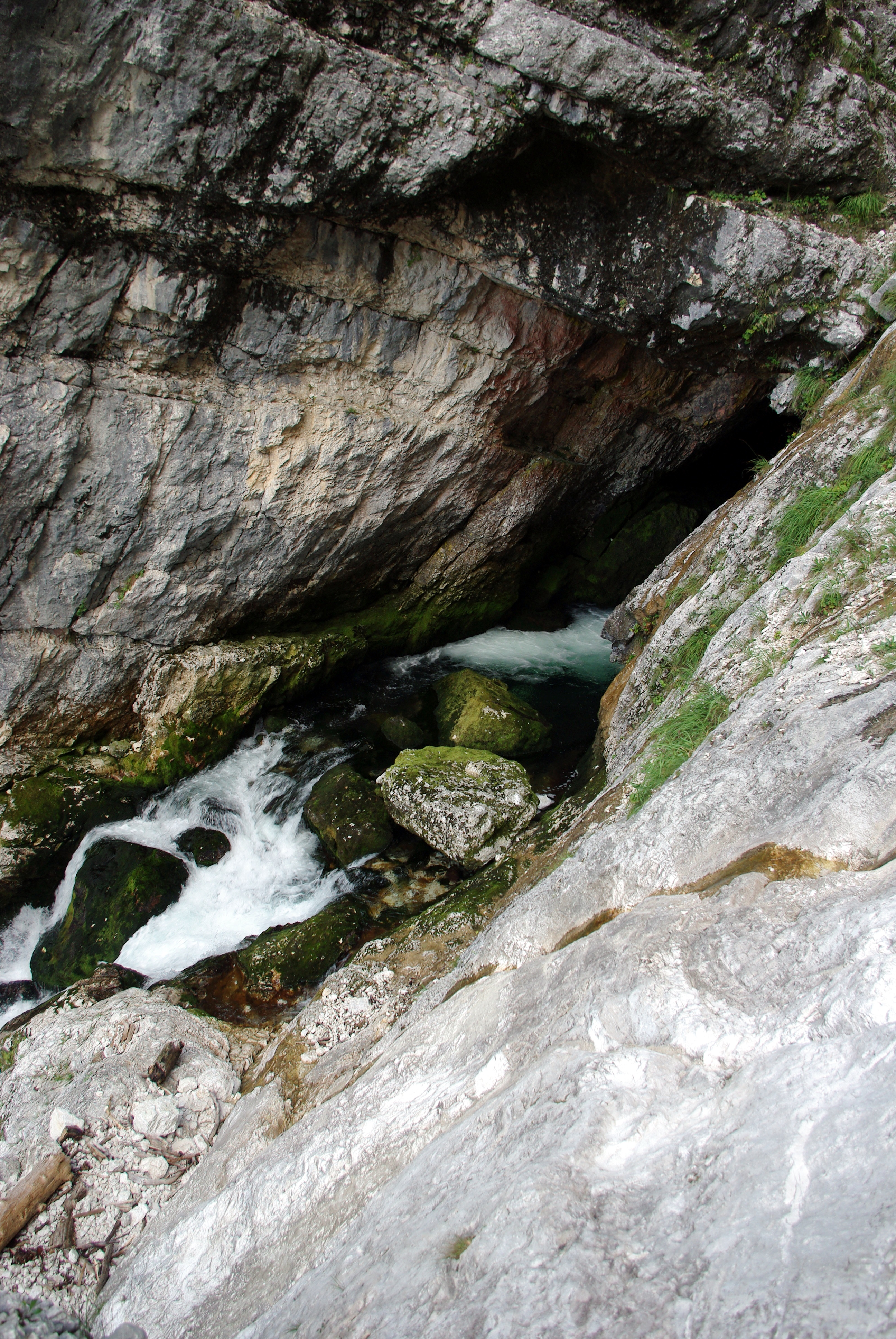
Austritt des Wasserfalles
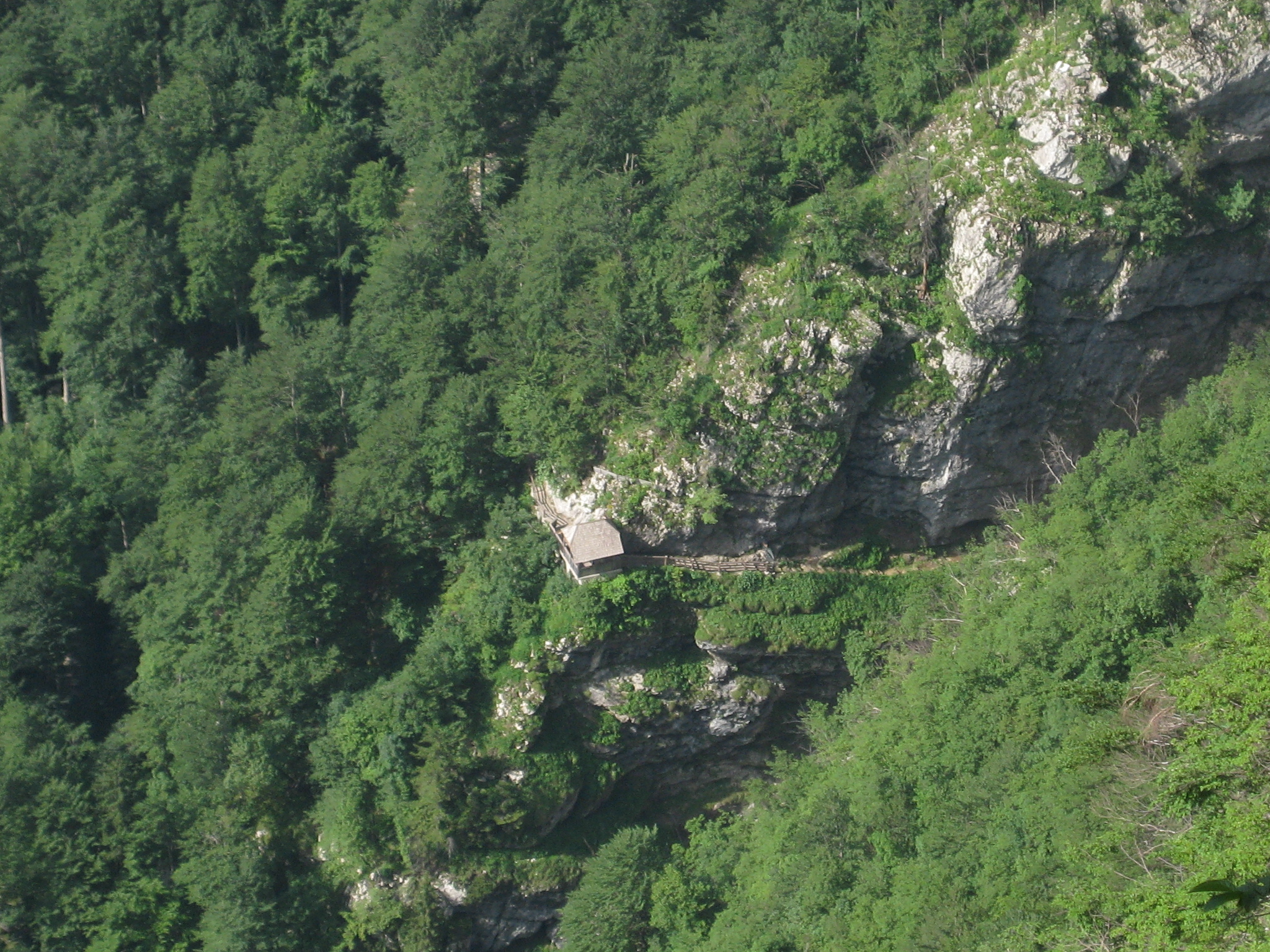
Blick von oben auf den Aussichtspavillon und die Schlucht
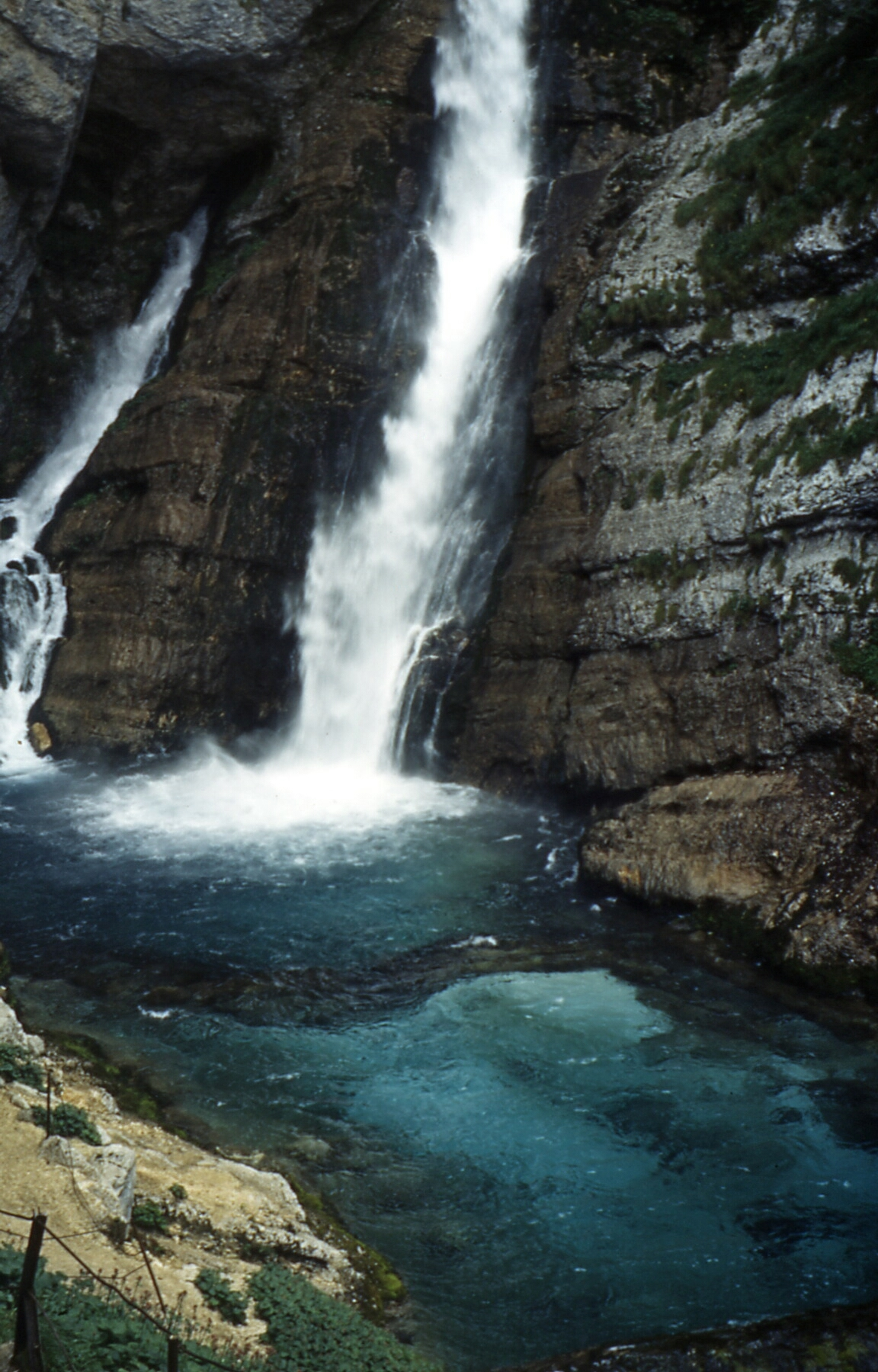
Blick zum Wasserfall (1971)

Koordinaten: 46° 17′ 42″ N, 13° 47′ 49″ O